# Janus Frégose
Janus Frégose, en italien Giano Fregoso, est né à Vérone le 15 janvier 1531 et mort à Bazens le 16 octobre 1586. C'est un prélat français du XVIe siècle.

## Biographie
Janus Frégose est le fils de Cesare Fregoso et le petit-fils du doge de Gênes Giano Fregoso. Après l'assassinat de Cesare Fregoso, le 3 juillet 1541, son épouse, Costanza Rangoni s'est réfugiée en France avec ses enfants et leur précepteur Matteo Bandello à l'invitation du cardinal de Lorraine qui a laissé le château de Bazens à leur disposition. Une colonie italienne se trouvait à Agen, dont Jules César Scaliger depuis 1525, arrivés avec deux membres de la famille Della Rovere qui y ont été évêques : Leonardo Grosso della Rovere, de 1487 à 1519, Marc-Antoine de la Rovere, de 1519 à 1538.
Entre 1552 et 1555, il a eu comme précepteur Mathieu Brouard, dit Béroalde, neveu de Vatable et le père de François Béroalde de Verville.  Béroalde a écrit qu'il avait été secondé par Jean Strazelius.
En 1554, il va à Rome avec Matthieu Brouard où ils ont rejoint le cardinal d'Armagnac, alors ambassadeur du roi de France auprès du Saint-Siège. Le 16 février 1555 Matthieu Brouard a quitté Rome pour aller à Paris et y a laissé Janus Frégose.
Matteo Bandello est d'abord nommé curé, puis il est nommé évêque d'Agen en 1550. Il démissionne en 1555. Janus n'a alors que 24 ans quand il est nommé évêque d'Agen. Il n'a pris possession de son évêché que trois ans plus tard, le 7 septembre 1558.
Évêque d'Agen pendant les guerres de religion, il va défendre l'église catholique pendant son épiscopat. Dans ses Commentaires, Blaise de Monluc écrit qu'il lui demandait conseil et le tenait pour un des meilleurs prélats en France.
Le 2 octobre 1582, il a assisté à l'inauguration de la session d'Agen de la chambre de justice de Guyenne établie en application de l'édit pris par Henri III le 26 novembre 1581. En novembre il participe au concile de la province de Bordeaux présidé par l'archevêque de Bordeaux, Antoine Prévost de Sansac. Le 15 août 1584, il a accompagné la reine Marguerite au pèlerinage de Notre-Dame de Bon-Encontre.

### Biographie
- J. Momméja, À quelle date naquit l'évêque Janus Frégose ?, p. 548-549, Revue de l'Agenais, 1907, tome 34 ( lire en ligne )
- Philippe Tamizey de Larroque, Lettre inédites de Janus Frégose, évêque d'Agen, p. 68-99, Société d'agriculture, sciences et arts d'Agen, Imprimerie R. Noubel, Agen, 1873 ( lire en ligne )